# مجمع الأمثال
مجمع الأمثال گردآوردهٔ ابوالفضل میدانی از ضرب‌المثل‌های عربی است که از کتاب‌های مرجع در موضوع «ضرب‌المثل‌های کهن عربی» شمرده می‌شود.. نزدیک هزار صفحه و سی باب دارد؛ از روایت و اشعار عربی در دورهٔ جاهلی و اسلامی آغاز نموده است. جارالله زمخشری در نگارش المستقصی فی الأمثال از این اثر بسیار سود برد.